# Carmelo Mancuso
Carmelo Mancuso (Palermo, 3 ottobre 1965) è un allenatore di calcio ed ex calciatore italiano, di ruolo difensore, tecnico della formazione primavera del Messina.

## Carriera

### Giocatore
Ha iniziato la propria carriera da calciatore nelle giovanili dell'AMAT Palermo. Nel 1982 si è accasato al Messina, club della Serie C2. Nella sua prima stagione, terminata con la promozione in Serie C1, ha giocato solamente quattro gare di campionato. Nelle due stagioni successive ha ottenuto il posto di titolare: nella stagione 1983-1984 ha giocato 24 gare e messo a segno una rete, mentre in quella successiva ha disputato 33 incontri.
Nel 1985 è passato al Milan. Ha giocato la prima gara ufficiale in maglia rossonera il 21 agosto 1985, venendo schierato titolare nella gara di Coppa Italia Genoa-Milan (2-2). Ha debuttato in campionato l'8 dicembre 1985, in Napoli-Milan (2-0), subentrando ad Alberico Evani al minuto 78. Con il club rossonero ha collezionato, in totale, quattro presenze in campionato e una in Coppa Italia. Nel 1986 ha fatto ritorno al Messina, in Serie B. In questa stagione il Messina ha concluso il campionato cadetto al settimo posto e Mancuso ha collezionato 25 presenze. Nella stagione successiva si è trasferito al Monza. Ha militato nel club brianzolo per quattro stagioni. Con il club brianzolo ha conquistato la promozione in Serie B nella stagione 1987-1988 e due Coppe Italia Serie C.
Nel 1991 è passato al Giarre, in Serie C1. Ha militato nel club etneo per due stagioni, collezionando 65 presenze e 10 reti. Nel 1995 si è trasferito all'Ascoli, in Serie B. Ha militato nel club bianconero per due stagioni, totalizzando 50 presenze. Nel 1995 è passato al Lecce. Nel club salentino ha militato per tre stagione ed ha ottenuto due promozioni consecutive, passando dalla Serie C1 alla Serie A. Ha concluso la propria carriera da calciatore nel 2000, dopo aver militato nell'Igea Virtus nella stagione 1998-1999 e nel Casarano nella stagione 1999-2000.

### Allenatore
Ha cominciato la propria carriera da allenatore nel 2002, alla guida dell'Atletico Catania, club militante nel girone B dell'Eccellenza Sicilia. Dal 2004 al 2006 ha allenato la formazione allievi del Messina. Dal 2006 al 2008 ha guidato la formazione primavera del club peloritano. Nella stagione 2011-2012 ha allenato i juniores del Messina.
Il 25 luglio 2014 è diventato tecnico della Spadaforese, club militante in Promozione Sicilia. Con il club tirrenico ha raggiunto la finale dei play-off, persa 3-1 contro il Troina. Il 4 giugno 2015 viene ufficializzato il suo trasferimento al Giarre, club militante in Eccellenza Sicilia. Con il club etneo ha ottenuto la salvezza e l'11º posto in campionato. Nel luglio 2016 è diventato allenatore del Torregrotta, sempre in Eccellenza. L'avventura con il club torrese si è conclusa il successivo 11 ottobre, data in cui viene esonerato e sostituito da Giuseppe Borrelli.
Il 23 luglio 2018 viene ufficializzato il suo ingaggio da parte dell'Igea Virtus, club militante in Serie D. Il 23 ottobre 2018 viene esonerato e sostituito da Giacomo Tedesco. Il 30 novembre 2018 torna sulla panchina dei giallorossi, subentrando all'esonerato Tedesco. Nonostante al suo rientro la vittoria in trasferta contro il Rotonda ,il 7 dicembre 2018, viene nuovamente esonerato.
Nella stagione 2020-2021 ha ricoperto il ruolo di vice-allenatore di Massimo Costantino all' FC Messina. Il 28 agosto 2021, in seguito all'addio di Costantino, viene promosso tecnico del club peloritano. L'11 ottobre viene sollevato dall'incarico e sostituito da Emanuele Ferraro.
Nell'ottobre 2023 viene ufficializzato come nuovo allenatore della primavera del Messina.

## Palmarès

### Club

#### Competizioni nazionali
- Serie C1: 1

Lecce: 1995-1996
- Serie C2: 1

Messina: 1982-1983
- Coppa Italia Serie C: 2

Monza: 1987-1988, 1990-1991